# Pałac w Szpikowie

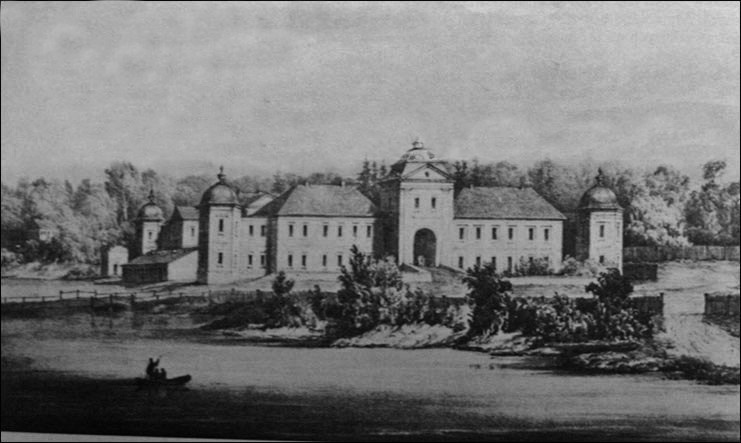
Pałac na rys. Napoleona Ordy

Pałac w Szpikowie – pałac wybudowany w Szpikowie przez Leonarda Marcina Świejkowskiego.

## Historia
Pałac wybudowany w XVIII w. w stylu barokowym w dobrym stanie zachowany do początków XX w. Obiekt powstał na planie czworoboku z okrągłymi wieżami w narożach. W galerii pałacu znajdowały się portrety Potockich i Świejkowskich a na ścianach wisiały dywany i gobeliny z tulczyńskiego jedwabiu.